# Goldene Kamera 2006
Die Verleihung der Goldenen Kamera 2006 fand am 2. Februar 2006 in der Ullstein-Halle im Verlagshaus der Axel Springer AG in Berlin statt. Es war die 41. Verleihung dieser Auszeichnung. Das Publikum wurde durch Andreas Wiele (Vorstand Zeitschriften Internationales, Axel Springer AG) begrüßt. Die Moderation übernahm Thomas Gottschalk. An der Veranstaltung nahmen etwa 1200 Gäste teil. Die Verleihung wurde um 20:15 Uhr live auf dem Fernsehsender ZDF übertragen. Die Leser wählten in der Kategorie Beste deutsche Koch-Show ihren Favoriten.

## Preisträger

### Beste deutsche Schauspielerin
- Barbara Rudnik

### Bester deutscher Schauspieler
- Ulrich Noethen

### Pop national
- Xavier Naidoo

### Bester deutscher Fernsehfilm
- Die Luftbrücke – Nur der Himmel war frei (Sat.1)

### Beste Fernsehunterhaltung
- Carmen Nebel
- Hugo Egon Balder
- Jörg Pilawa

### Comedy
- Thomas Hermanns

### Beste Nachwuchs-Schauspielerin
- Anna Maria Mühe (Lilli Palmer & Curd Jürgens Gedächtniskamera)

### Beste deutsche Koch-Show
- Tim Mälzer – Schmeckt nicht, gibt’s nicht (VOX) (Hörzu-Leserwahl)

### Lebenswerk national
- Rudi Carrell

### BesterProminenten-Werbespot
- Simone Thomalla & Rudi Assauer (Werbespot für Veltins)

### Auszeichnungen für internationale Gäste

#### Film international
- Charlize Theron

#### Pop international
- The Pussycat Dolls

#### Ehrenpreis Musik
- Bob Geldof

## Weblink
- Goldene Kamera 2006 – 41. Verleihung